# Mauro Picotto
Mauro Picotto (Cavour, Turín, 25 de diciembre de 1966) es un rapero, cantante, compositor y productor italiano de techno, house, trance, remixes y DJ. Anteriormente miembro del grupo Cappella. Es mundialmente conocido por sus temas "Komodo", "Iguana", y "Proximus". No obstante, fueron sus temas "Hong Kong" y "Revolt" los que le convirtieron en uno de los principales íconos de la música techno a inicios de los años 2000, sobre todo por su participación en el mítico evento "Sensation" del año 2001, que se desarrolló en el Amsterdam Arena. Ha colaborado con renombrados artistas del género como son DJ Tiësto y Mario Piu.
Actualmente promueve su propio local nocturno llamado "Meganite". Produce bajo su propia discográfica,Bakerloo.

## Biografía
Nació en la ciudad italiana de Cavour, cerca de Turín, Picotto creció en el seno de una familia de bailarines y mamposteros.
Picotto anhelaba empezar a hacer sus propias producciones, pero consideró que para tener éxito debe primero convertirse en un DJ y aprender exactamente lo que la gente quería escuchar en un registro. Después de ganar la Copa Walky, competencia en la televisión nacional , un evento para la parte superior DMC DJs en Italia, obtuvo la oportunidad de reunirse con Daniele Davoli que estaba allí para promover su único Box Negro "Ride On Time" , Y esto llevó a Picotto realmente lanzar a sí mismo en la música de producción. Su primera pista "Gonna Get", producido bajo el nombre de la RAF, se convirtió en un éxito y estuvo en el Top Veinte en gran parte de Europa Picotto y así ha atrapado y realmente el error.
Otro RAF liberación seguido, junto a remixes y coescrito créditos para los gustos de Clubhouse, y la Cappella 49ers. Poco tiempo fue el derecho a publicar una pista en su propio nombre y el consiguiente disco, "Bakerloo Symphony", terminó siendo Número 1 en Italia durante ocho semanas. También en 1996, Mauro fue nombrado socio en los medios de comunicación Records junto a Gianfranco Bortolotti.
1998 lo vio hacer su oferta para el Reino Unido estrellato, con la liberación de los Gatecrasher himno "Lagarto" - un registro que, para muchos, resumió la hegemonía de la nueva sonido trance. La pista terminó siendo un hit Top 30 y fue seguido por otros dos tramos en los reptiles trilogía "Iguana" y "Komodo". Picotto Komodo muescas otro gráfico éxito, entrar en el número 11, así como una actuación en Top of the Pops. Mauro fue el primer DJ que mezcla cada vez viven en el show [1].
Más Top Decenas seguida, entre ellos "I Feel Love", bajo el moniker CRW y "Comunicación", grabado junto a su amigo y compatriota Mario PIU. La pista de muestreo de un teléfono móvil tono de llamada y se convirtió en un himno de verano omnipresente. Además, se Picotto del remix que propulsados York Baleares trance vía "On The Beach" a Número 1, cuando fue seleccionado por la empresa discográfica que se utiliza como el radio edit.
Dos discos como solista, El doble álbum y los otros, vinieron a continuación, en los años 2000 y 2002, respectivamente, así como remixes y producciones para los gustos de Freddie Mercury, Jimmy Sommerville, Pet Shop Boys y U2. Desafortunadamente no tener tiempo para que otros productores comiencen a dinero en efectivo en Picotto en el sonido y pronto todo el mundo estaba aping su dura, inflexible estilo. [Cita requerida] Después de haber pagado sus cuotas, y cosechando una cadena de éxitos, ha llegado el momento Picotto para la metamorfosis de trance techno estrella para empezar a superhéroe.
"Yo solía tocar 6 horas se establecen en Gatecrasher", explica Picotto. "Pero empezaron a crecer y la generación de gente que fue a tocar fue creciendo conmigo. Empecé a hacer la transición al techno, ya que sentía el derecho y me encantó la música. No fue como que de repente me dije, 'Bueno, ahora voy a tocar techno. "Simplemente me gusta la buena música y estoy orgulloso de que, así como la creación de nuevos fanes, he traído un montón de mis viejos fanes conmigo y les abrió a un nuevo estilo de música ". Picotto ha hecho un estimado de 250 pistas hasta la fecha. [cita requerida]
Después de salir de Media Records en 2002, formó Picotto Bakerloo Música, así como un nuevo sello Alquimia, la liberación masiva de varias pistas del club, incluido el "Nuevo Tiempo nuevo lugar" y la "Alquimia del PE." Ese mismo año lanzó su Meganite parte en la Miami Winter Music Conference billetes y al instante se convirtió en deber-tienen para el ensamblado danceratti.
Desde el año 2005, Picotto ha sido el DJ residente en la ranura Meganite evento, que tiene lugar todos los miércoles durante todo el verano en Privilege, Ibiza.

## Discografía

### Álbumes
- 2000 The Album
- 2002 The Others
- 2006 Superclub
- 2007 Now & Then
- 2007 Meganite Ibiza
- 2009 Meganite
- 2010 2010
- 2011 TwentyEleven

### Sencillos
- 1996 My House/Bakerloo Symphony
- 1996 Angel's Symphony
- 1998 Lizard
- 1999 Lizard (Gonna Get You) UK #27
- 1999 Lizard (Gonna Get You) (Remix) UK #33
- 1999 Iguana UK #33
- 1999 Pulsar
- 2000 Komodo UK #13
- 2000 Bug/Eclectic
- 2000 Come Together
- 2000 Pegasus
- 2000 Proximus (Medley With Adiemus) - Samples de "Adiemus" por Adiemus
- 2001 Like This Like That UK #21
- 2001 Verdi UK #74
- 2002 Pulsar UK #35
- 2002 Back to Cali UK #42
- 2007 Evribadi
- 2008 Gonna Get Ya vs. Churcho of Nonesense (con Daniele Papini)

## Premios
- German Dance Awards: Best International DJ, Best Producer, Best Radio Hit
- Danish Dance Awards: Best International DJ
- Ericsson Swiss Dance Awards: Best International DJ
- BBm Magazine Irish Dance Awards: Best International DJ
- Deejay Magazine Spanish Dance Awards Best International DJ
- The Music Factory|TMF Dutch Dance Awards: Best International DJ
- RTÉ 2fm Irish Dance Music Awards: Best International DJ
- DJ Awards 2005 Ibiza: Winner
- Voted in the Top 100 DJs in TheDJList.com (USA) and DJ Mag (UK)